# Crocifissione (Picasso)
La Crocifissione è un dipinto a olio su legno (50x65,5 cm) realizzato nel 1930 dal pittore spagnolo Pablo Picasso. È conservato nel Musée National Picasso di Parigi.